# Giardino botanico di Berlino
Il Giardino botanico di Berlino, situato nel quartiere di Berlino-Lichterfelde, copre una superficie di oltre 43 ettari e ospita circa 22.000 specie di piante. È uno dei più grandi giardini botanici della Germania e appartiene all'Università libera di Berlino. La struttura, compreso l'adiacente museo, conta mezzo milione di visitatori all'anno.
È conosciuto anche come giardino botanico di Dahlem; il nome deriva dal dominio reale di Dahlem su cui è stato fondato nel 1899. 

## Storia

### Origini
Il Giardino botanico risale alla prima collezione di piante del giardiniere di corte Desiderius Corbianus nel Castello di Berlino del 1573, durante il regno di Giovanni Giorgio di Brandeburgo.

### Ricollocazione

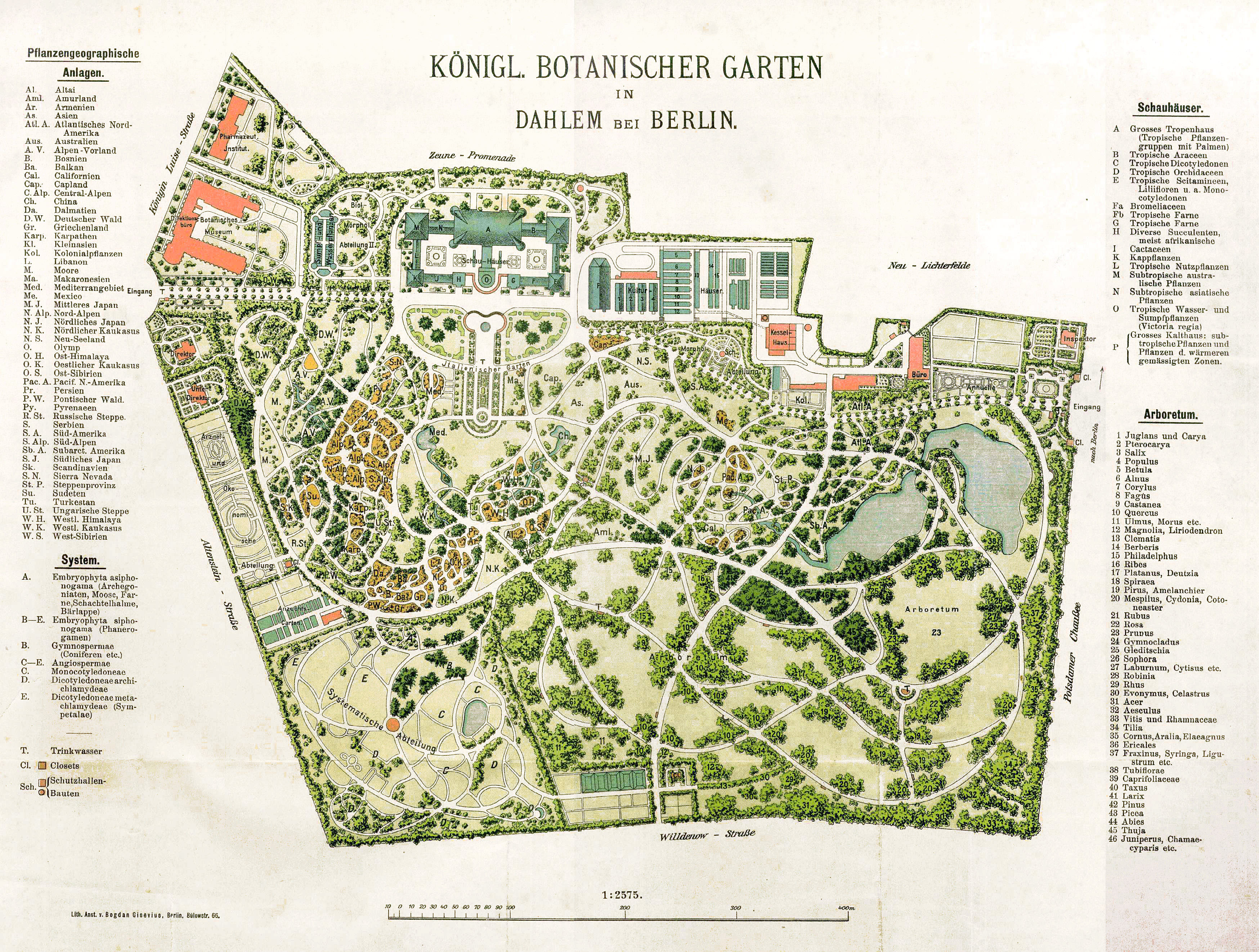
Pianta del Giardino botanico agli inizi del XX secolo

Nel 1888 si scelse di ricollocare il Giardino botanico per aggiungere piantagioni, ristrutturare le serre e dare più spazio all'urbanizzazione in atto nella zona dove era sorto.
Fra i potenziali terreni che avrebbero potuto ospitare il Giardino, l'allora direttore Ignaz Urban scelse un'area di 41 ettari appartenente al dominio Dahlem, in uso come campo di patate.
Con il successivo direttore Adolf Engler, grande esperto di piante dell'epoca, si diede il via ai lavori di costruzione il 30 agosto 1889. Nello stesso anno fu inoltre fondato l'Ufficio Centrale Botanico per le Colonie Tedesche.
Si poteva accedere al giardino tramite due ingressi: da Königin-Luise-Straße e da Unter den Eichen (all'epoca Berliner Straße). Questi sono tutt'oggi collegati da un viale principale largo circa 10 metri. A nord-est si trova la maggior parte degli edifici, comprese le serre, mentre a sud-ovest si estendono i giardini a cielo aperto.

Il 13 aprile 1903 il giardino fu aperto per un tempo limitato (poche ore) e attirò 2500 visitatori. L'apertura ufficiale del giardino risale però al 24 e 25 maggio 1910, quando furono completate tutte le strutture.

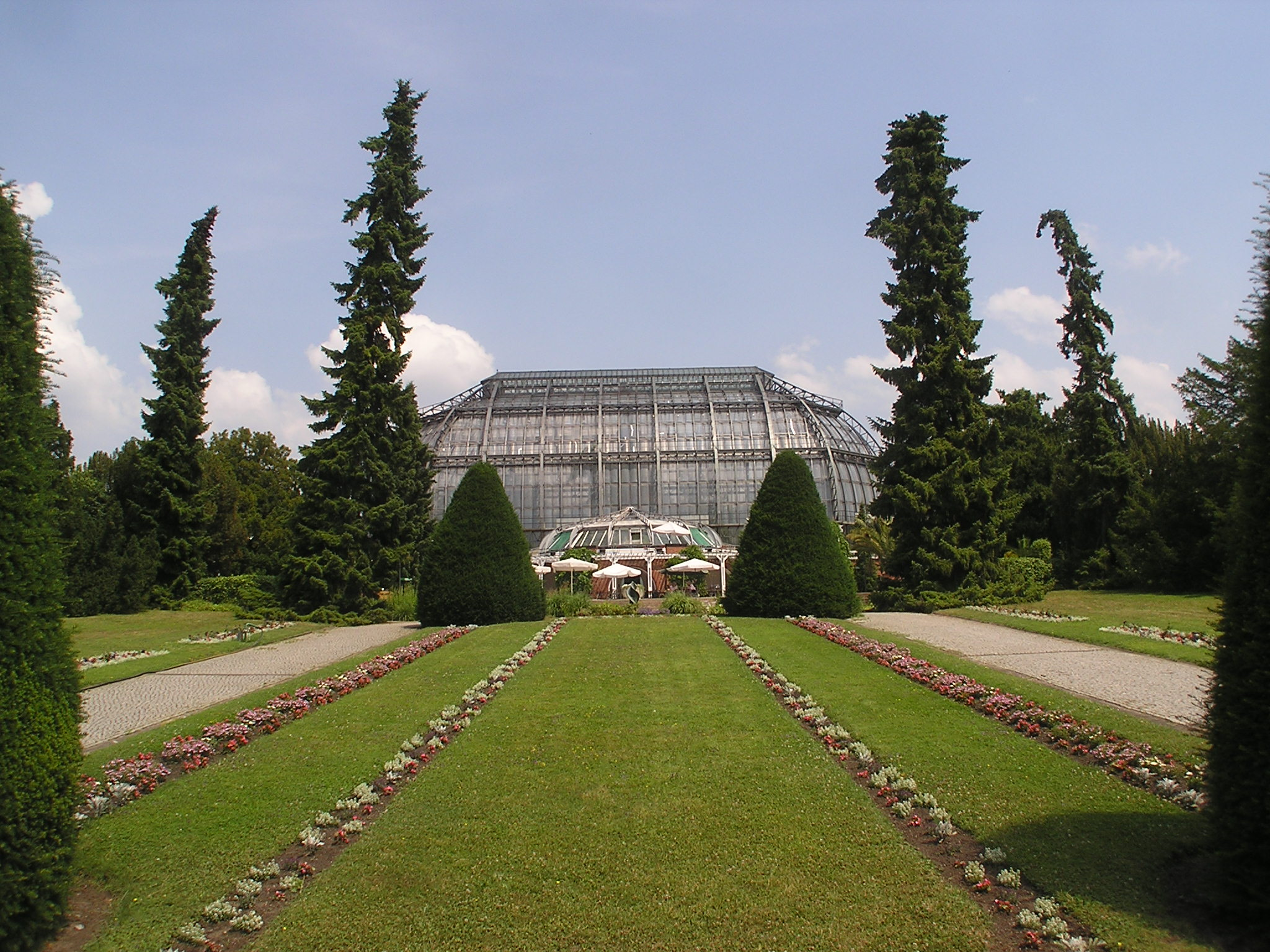
Vista sul Giardino Italiano con la Grande serra tropicale sullo sfondo (2006)

Il periodo del nazionalsocialismo mise a dura prova lo sviluppo del Giardino a causa delle restrizioni imposte dal regime. L'esito della Seconda guerra mondiale diede poi il colpo di grazia, trasformando Berlino in un cumulo di macerie.
Dopo la guerra, gli Alleati affidarono il Giardino botanico all'amministrazione cittadina e già nell'autunno del 1945 fu nuovamente aperto al pubblico. Le aree esterne erano state usate per coltivare verdure fino alla fine del blocco di Berlino. La ricostruzione poté iniziare solo nel 1949 grazie ai finanziamenti del Piano Marshall. Nel 1950 la Victoriahaus fu la prima grande serra ad essere riaperta. Nel 1968 fu completata la ricostruzione dell'intero giardino, con l'inaugurazione della Grande serra tropicale. Nel 1987 fu invece completata la ricostruzione del museo. Ci vollero in totale 40 anni per riparare i danni all'edificio. Tuttavia, grandi opere e esemplari andarono persi per sempre.
Nella primavera del 2003 la struttura ha rischiato di chiudere in seguito a grossi tagli di fondi da parte del Senato di Berlino. Tuttavia, i cittadini hanno presentato ricorso con 78.000 firme e il Giardino ha potuto continuare ad esistere, a patto di accettare un consistente taglio di fondi e di personale addetto.
L'attuale direttore del Giardino botanico di Berlino è Thomas Borsch, in carica dal 2008. 

## Parco e piante

### Suddivisione del Giardino
L'area esterna del Giardino botanico era stata progettata da Engler sullo stile di un giardino all'inglese. L'area più estesa include vari settori ispirati a diversi continenti e habitat del mondo (12,9 ettari) e l'arboreto (13,9 ettari). I primi si trovano a ovest del viale principale e includono il Giardino italiano, di fronte alle serre da esposizione. Al fine di ricreare un habitat il più possibile autentico, sono stati spostati e modificati 136.000 m³ di sottosuolo. Anche il grande stagno, presente nel Giardino fin dagli inizi, fu ampliato con un secondo bacino, formando così un grande lago con querceto annesso.

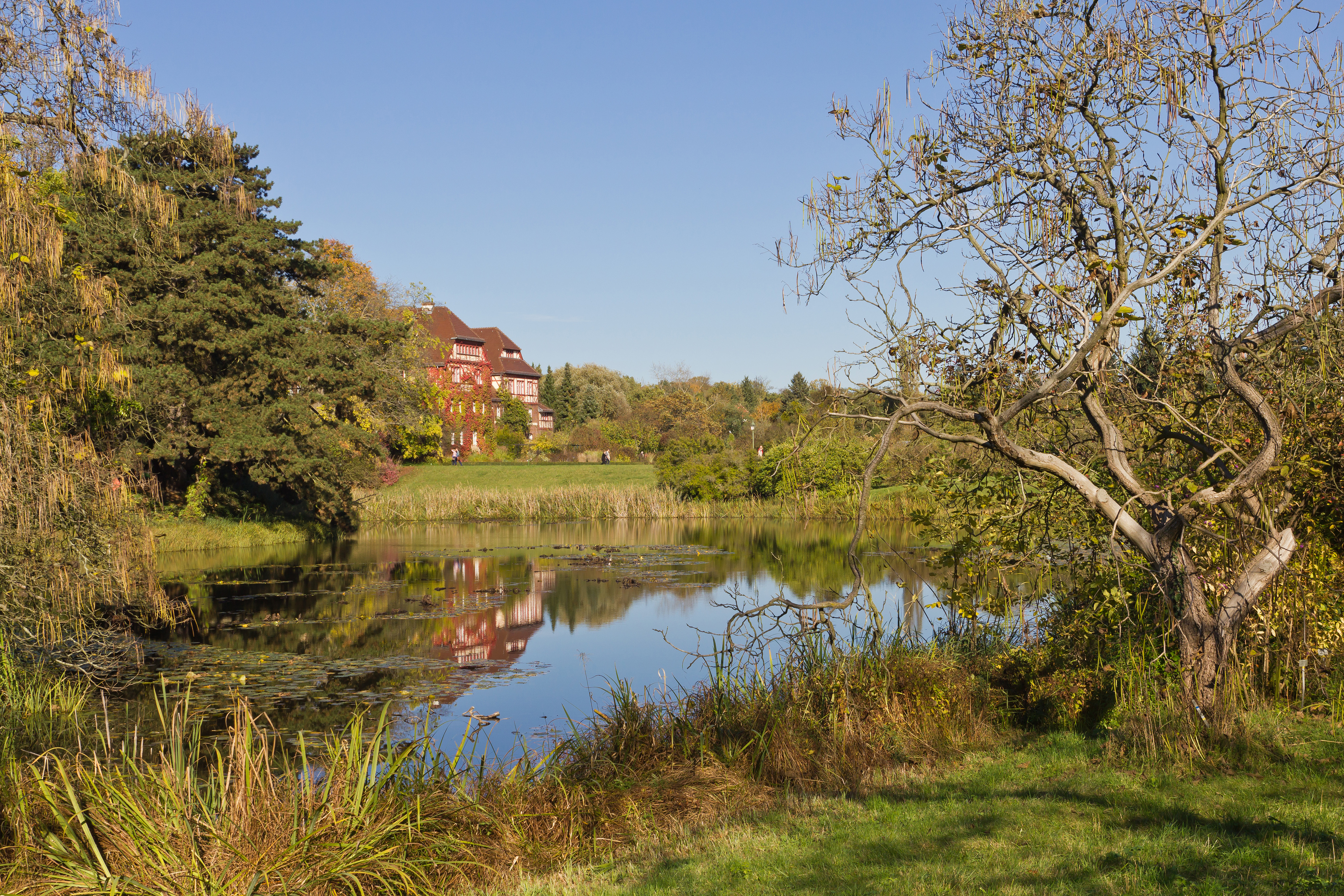
Querceto con laghetto, autunno 2014

L'arboreto occupa la parte sud-ovest del giardino e vi si trova una ricca collezione di piante autoctone
La parte nord-ovest del giardino ospita una serra di piante erbacee e medicinali a forma di corpo umano, in cui le piante sono posizionate nella parte del corpo per cui sono benefiche.
Nel 1984 fu costruito il Giardino sensoriale, in cui tutte le targhette di riconoscimento delle piante sono realizzate anche in Braille. 
Ad est del sentiero principale, vicino all'ingresso sud, vi sono piante perenni e fiori da giardino.
Nel cortile a nord del complesso delle serre è stato ricreato il Kurfürstengarten (giardino degli elettori), un'area verde creata su modello di quella che si trovava nel Castello di Berlino nel XVII secolo.

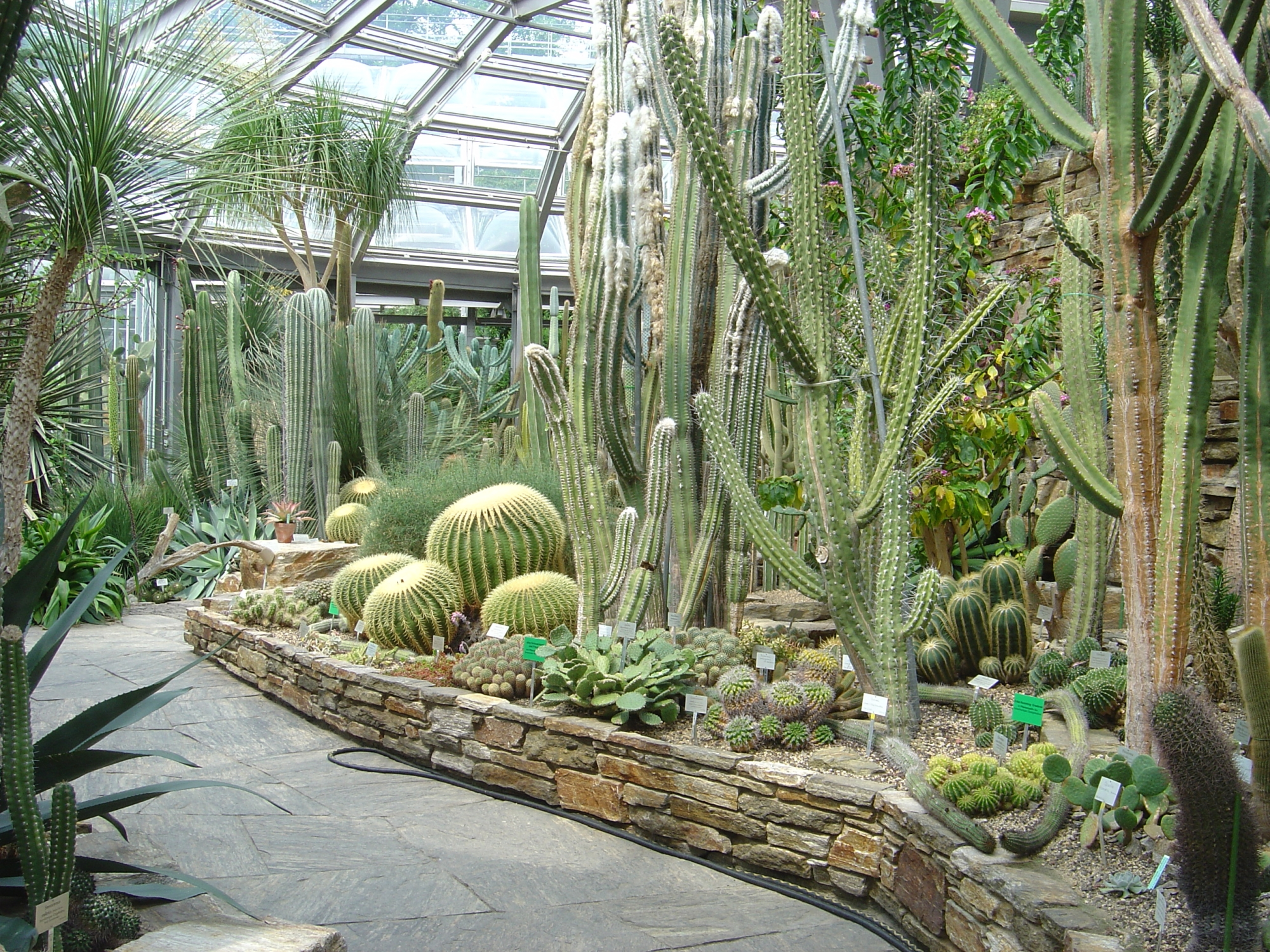
Cactus nella serra I.

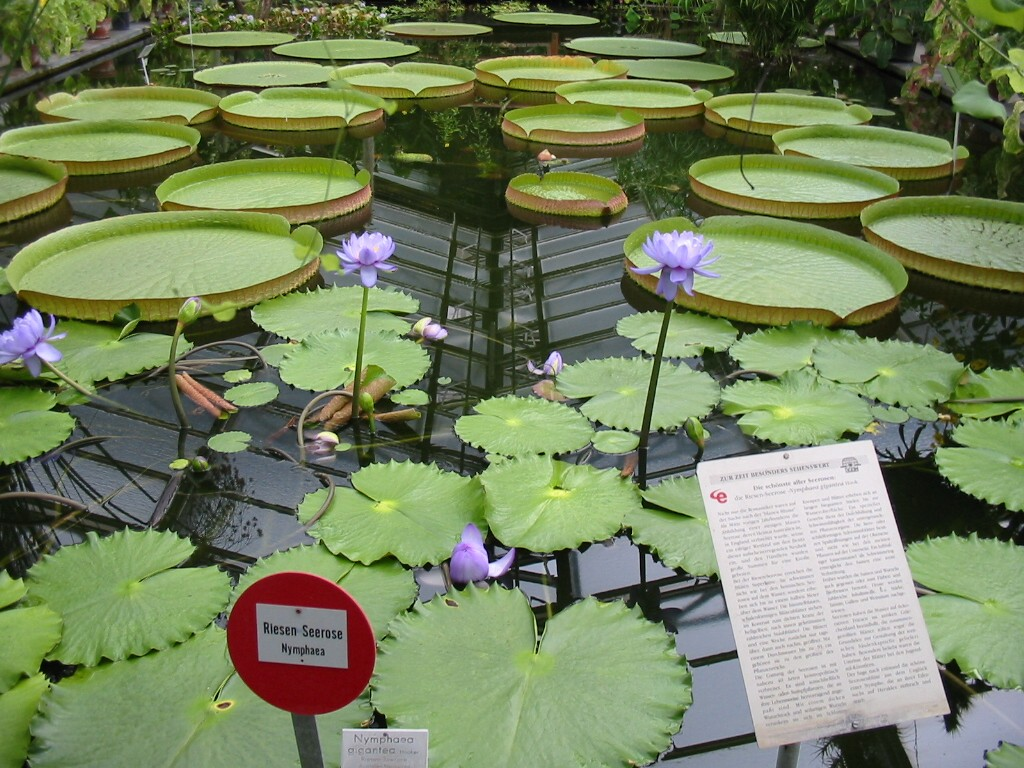
Ninfee giganti nella Victoriahaus

### Elenco delle serre aperte al pubblico
- A: Grande serra tropicale
- B: begonie
- C: piante tropicali utili
- D: orchidee e nepenthes
- E: piante dei tropici umidi
- F: felci tropicali e subtropicali
- G: bromeliacee
- H: piante grasse africane
- I: cactus e altre piante grasse americane
- K: Sudafrica
- L: piante carnivore e dell'emisfero meridionale
- M: Australia e Nuova Zelanda
- N: camelie e azalee
- O: Victoriahaus e serra delle piante palustri

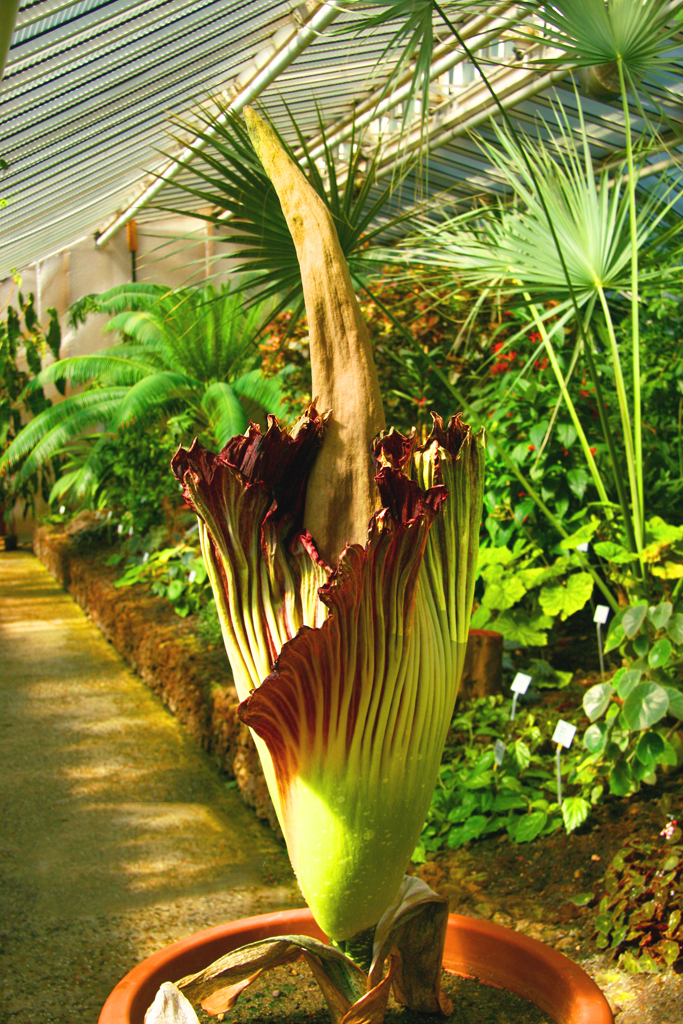
Aro titano in piena fioritura

- P: Mediterraneo e Isole Canarie

### Piante particolari
In termini di biodiversità, il Giardino botanico di Berlino è al terzo posto al mondo, con 22.000 specie. La pianta più vecchia del giardino è una cicadofite di 160 anni. Notevole è anche il bambù gigante della Grande serra tropicale, che raggiunge un'altezza di 25 m e un diametro di 15 cm. Un'altra rarità è la Welwitschia mirabilis, che ha più di 20 anni ed è l'unico esemplare al mondo a produrre semi in un giardino botanico.

### Sostegno economico
Per sostenere economicamente il Giardino botanico si possono donare tra i 250 e i 1500 euro all'anno, a seconda della pianta che si decide di "adottare", oppure è possibile intitolarsi un sentiero per 60 euro al metro quadro. Tale importo va a favore della sua manutenzione.

### Opere d'arte

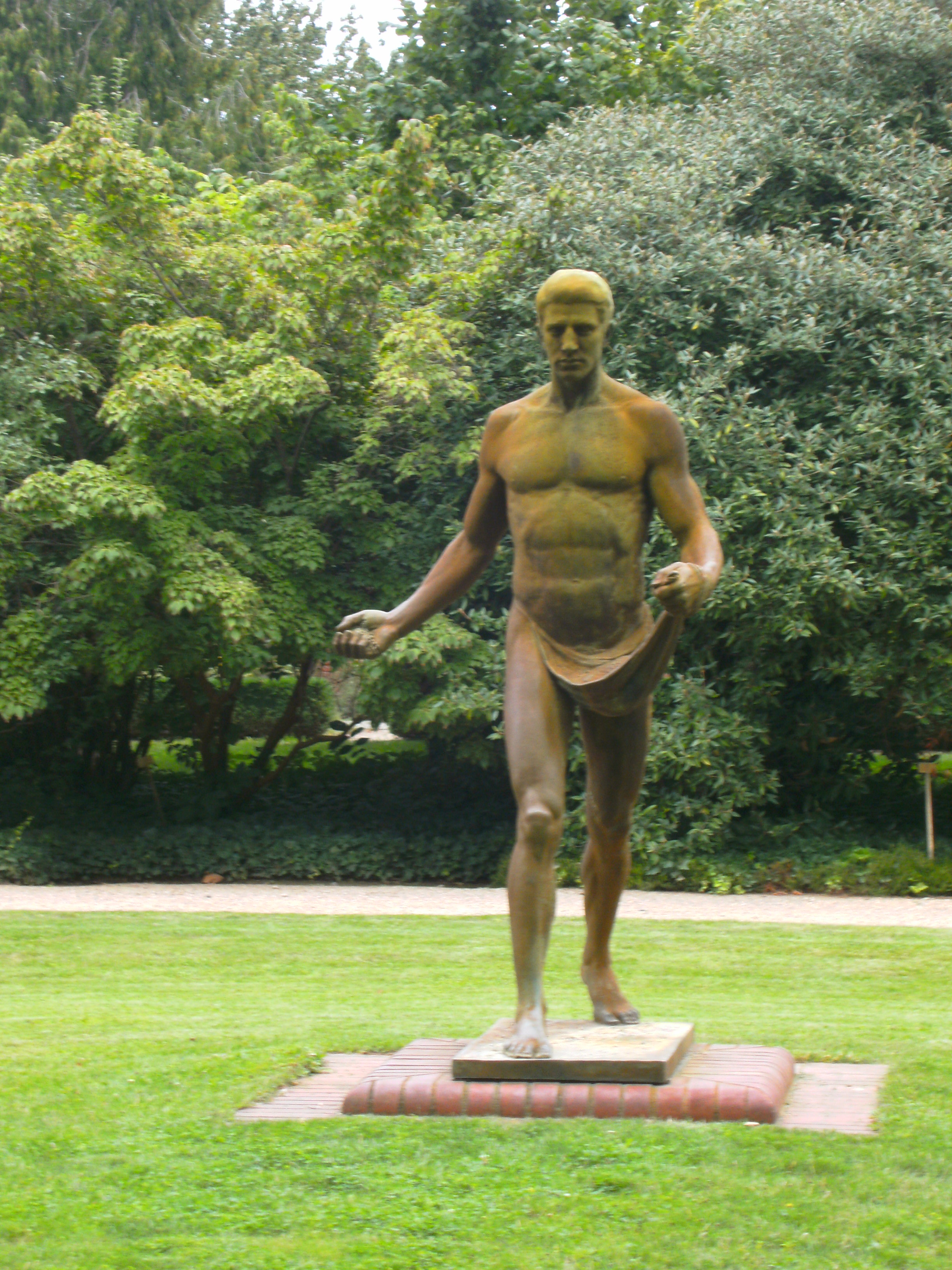
Scultura Seminatore di Hermann Joachim Pagels

Vi sono numerose opere d'arte esposte nella struttura, soprattutto nel Giardino italiano, ad esempio:
- Irma Langhinrichs: Forma spaccata del 1975, lungo il sentiero principale; Corpi cellulari del 1964, nel Giardino italiano;
- Makoto Fujiwara: scultura della fontana del 1987, nel giardino acquatico;
- Constantin Starck: Flautista e ragazza con ramo di oleandro del 1928, nel Giardino italiano;
- Arthur Lewin-Funcke: Devozione del 1916, nel Giardino italiano;
- Lapide commemorativa di Christian Konrad Sprengel del 1916;
- Hermann Joachim Pagels: Seminatore, anni '20, vicino all'ingresso di Unter den Eichen;
- Fritz Klimsch: In Sonne und Wind del 1936, presso la serra delle piante medicinali.

## Edifici

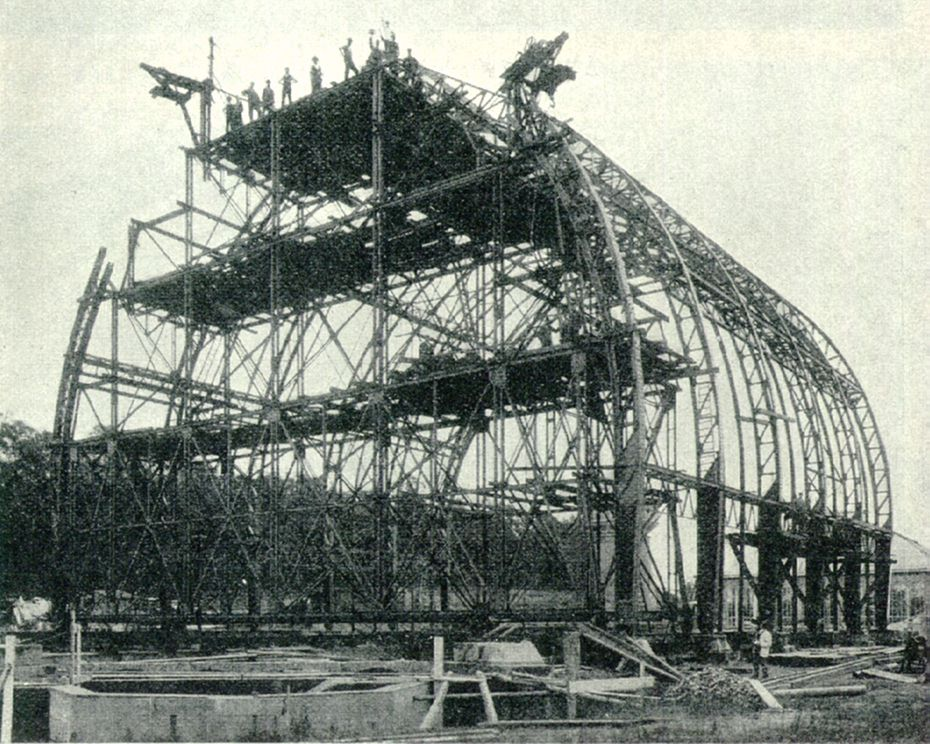
Costruzione della Grande serra tropicale, 1906

### Serre
Delle 16 serre originarie ne sono rimaste 15, formanti un complesso rettangolare dominato dalla Grande serra tropicale. Le strutture portanti in acciaio di tutte le serre si trovano o completamente all'interno, o completamente all'esterno delle stesse. Questo per evitare dispersioni di calore attraverso le strutture portanti e la formazione di condensa sulle travi d'acciaio.

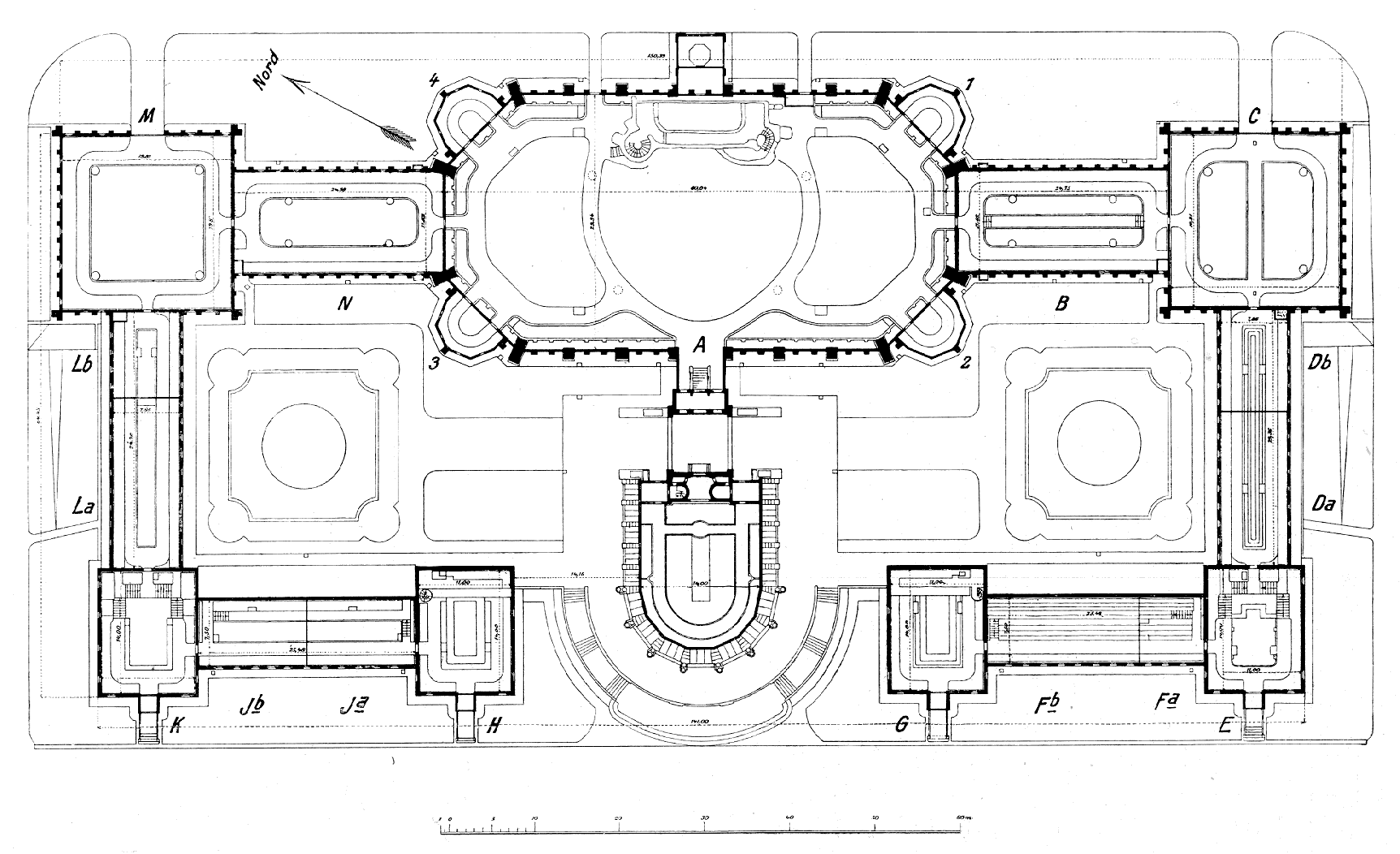
Pianta originale delle serre da esposizione progettata da Koerner

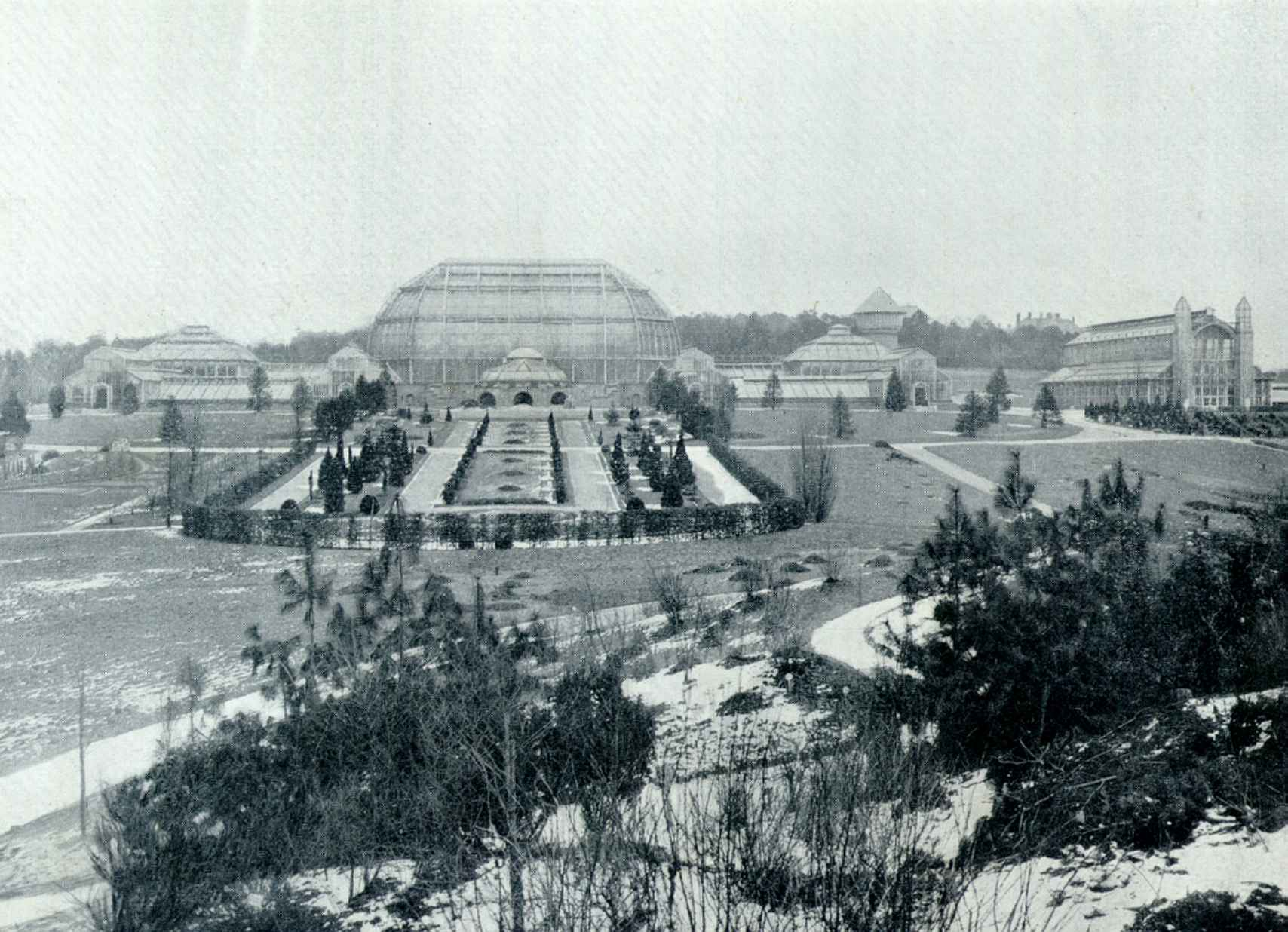
Veduta sulle serre, 1905 circa

Con i suoi 60 metri di lunghezza, 29 di larghezza e 25 di altezza e una superficie totale di 1.728 m², la Grande serra tropicale è tutt'oggi una delle più grandi costruzioni in acciaio e vetro del mondo e l'opera più importante del suo architetto Alfred Koerner, nonostante i suoi cent'anni di età.
I lavori di costruzione durarono dal 1905 al 1907.

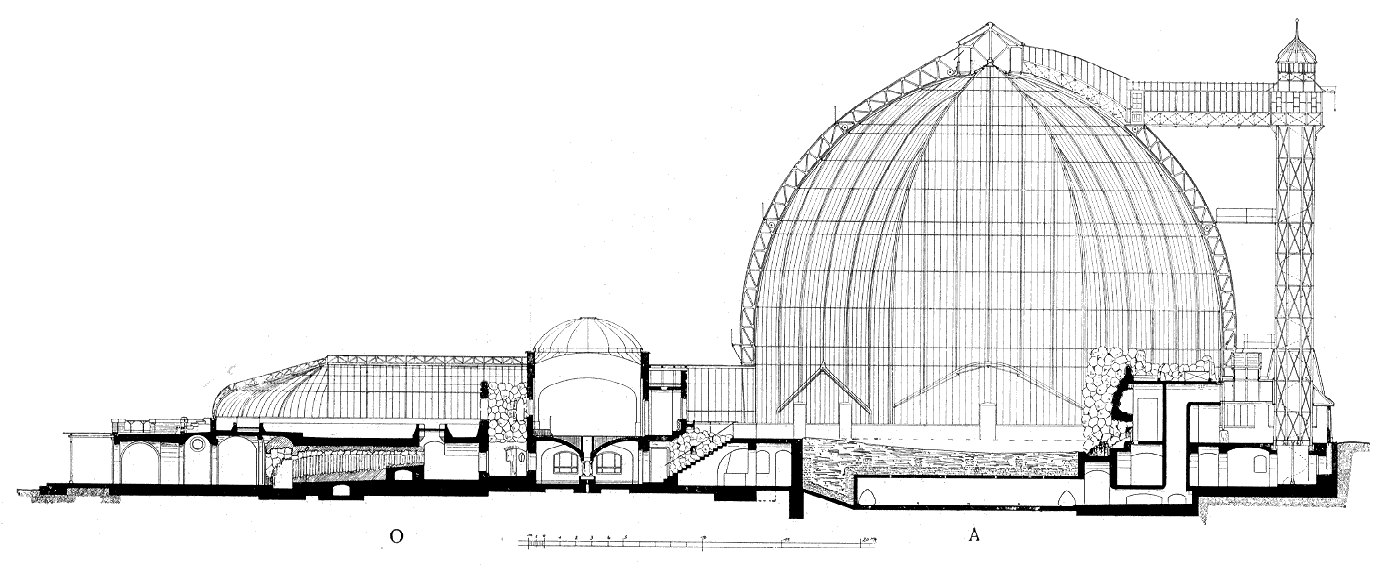
Sezione trasversale della Grande serra tropicale.

Nonostante le strutture in acciaio delle serre sopravvissero alla Seconda guerra mondiale, la maggior parte dei vetri fu distrutta dalle onde d'urto delle bombe che esplosero nelle vicinanze. Di conseguenza, la maggior parte delle piante tropicali morì congelata; si narra che alcune siano state salvate dal personale che le portò a casa con sé.

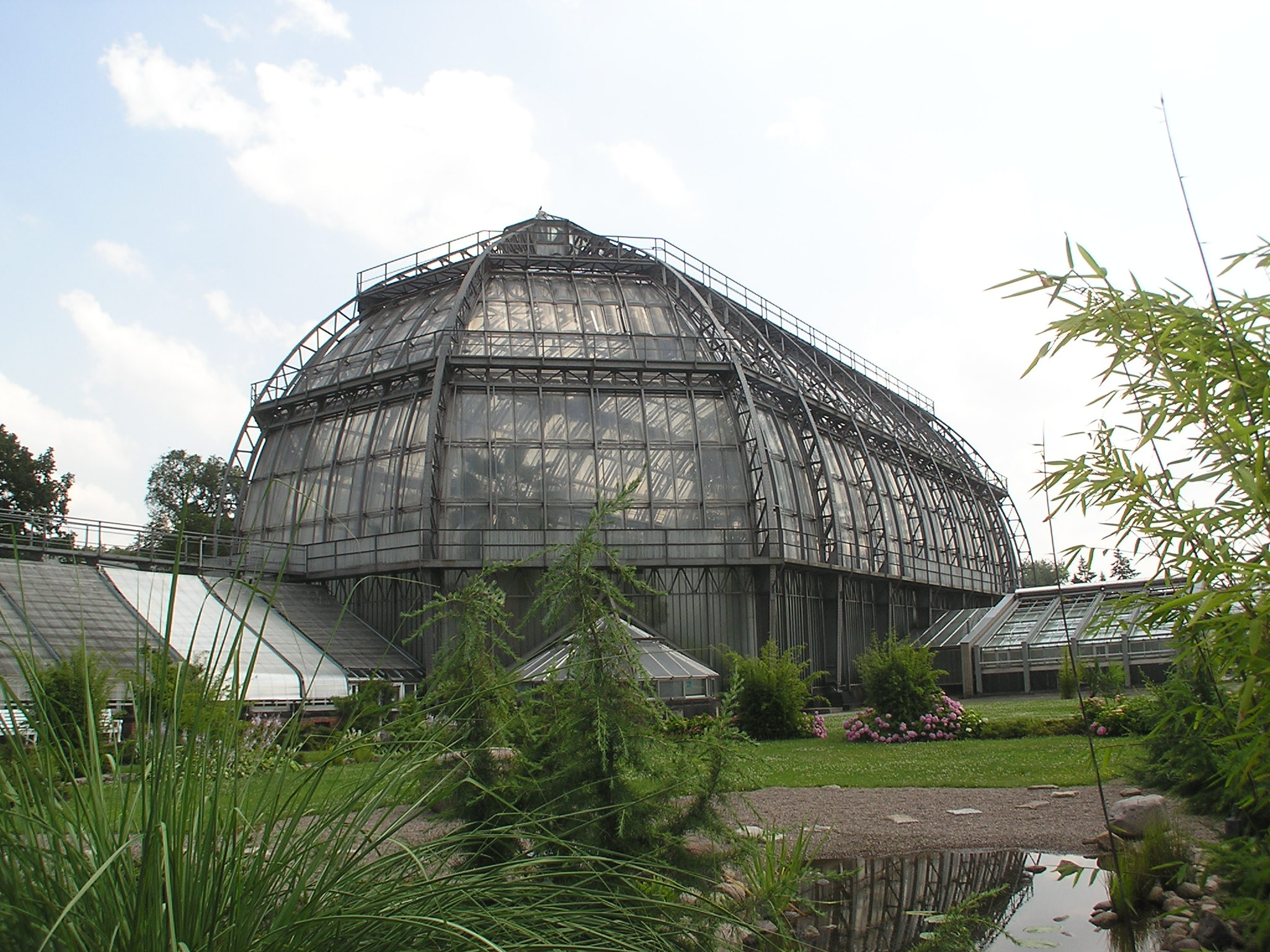
La Grande serra tropicale prima della ristrutturazione di luglio 2006

Con la ricostruzione del dopoguerra, che iniziò nel 1949, furono modernizzati gli impianti tecnici dell'edificio (illuminazione, ricircolo dell'aria, riscaldamento, irrigazione).

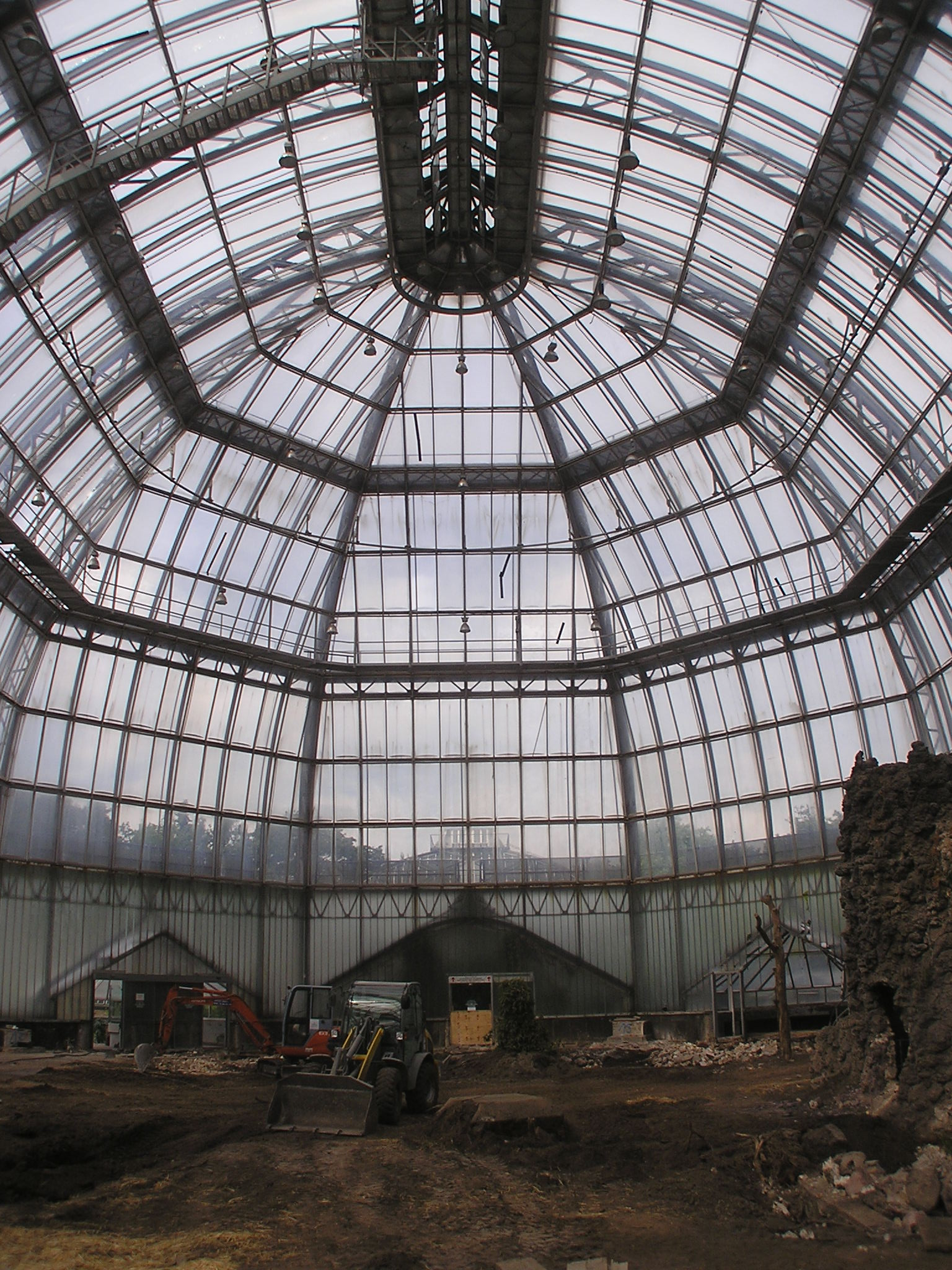
Grande serra tropicale vuota prima dell'inizio della ristrutturazione.

Il 16 febbraio 2006, l'Abgeordnetenhaus di Berlino ha stanziato 16 milioni di euro per una nuova ristrutturazione. La serra fu riaperta cerimonialmente il 16 settembre 2009 e aperta al pubblico il giorno seguente. 
Fu anche ridisegnato l'ingresso al complesso delle serre. La Victoriahaus fu dotata di un seminterrato accessibile al pubblico con due bacini di piante palustri e dodici vasche per le varie piante acquatiche. Da questo seminterrato, che ora ospita un negozio, una caffetteria e i locali di servizio, si accede direttamente anche alla Grande serra tropicale e alle serre G e H su entrambi i lati. Tutto fu inaugurato il 19 giugno 1969.

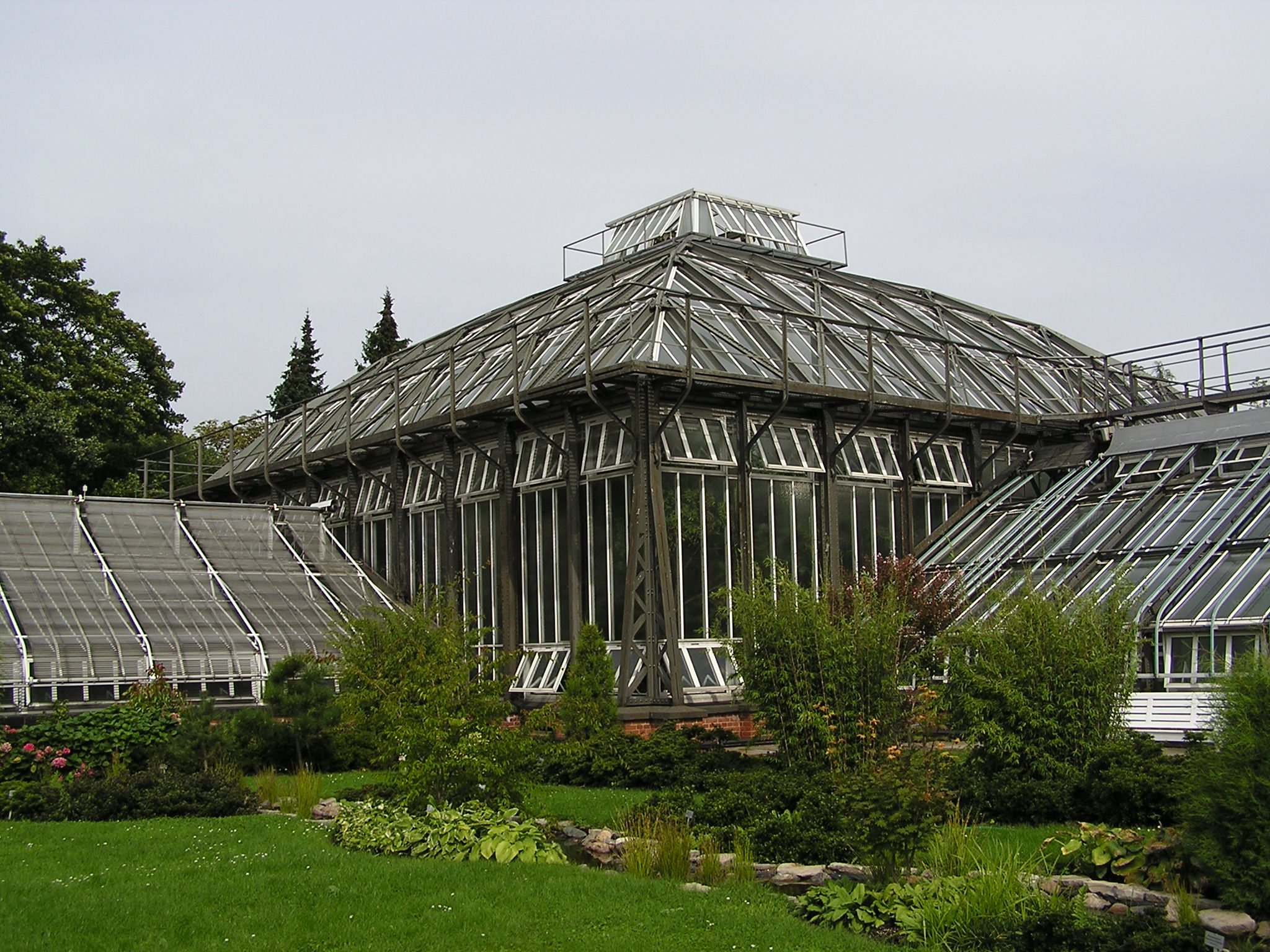
Serra M (Australia, Nuova Zelanda)

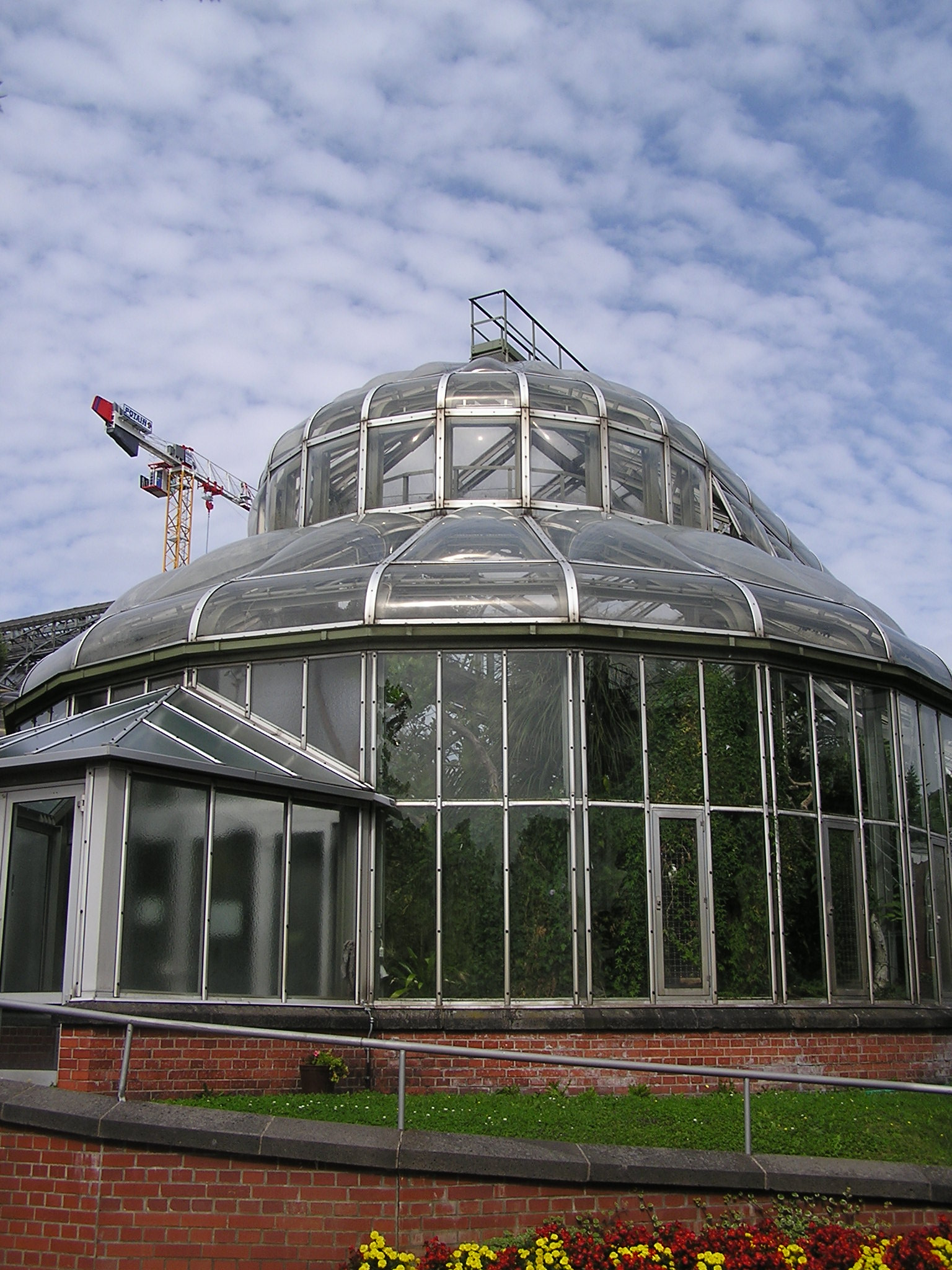
Serra E (piante dei tropici umidi), nuova costruzione del 1987

Tra il 1979 e il 1987, tutte le serre della prima fila (da E a K) furono demolite e sostituite da nuovi edifici in chiave moderna progettati dall'architetto e artista Engelbert Kremser.

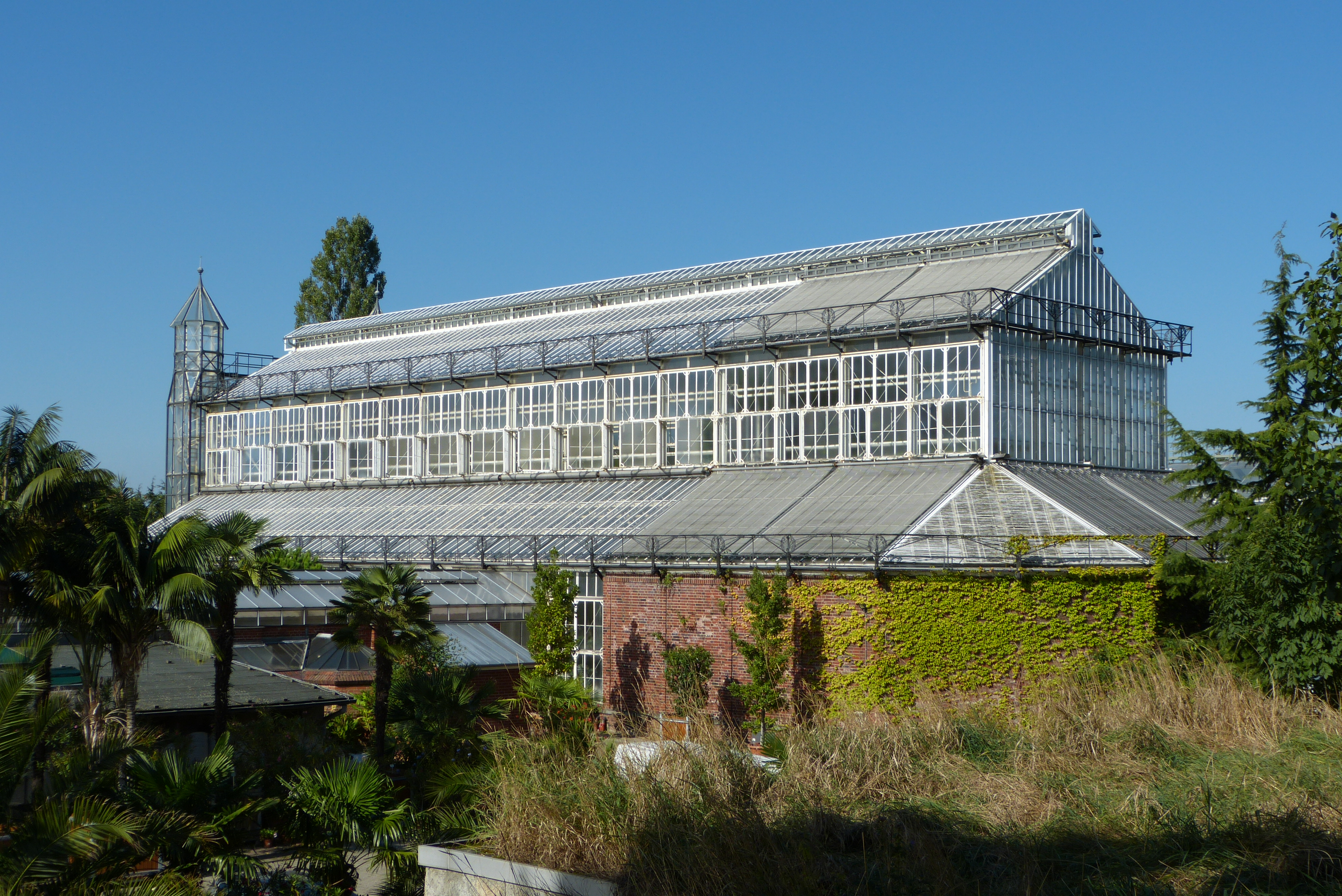
Serra subtropicale

Un po' in disparte dal complesso principale sorge la serra subtropicale. Con le sue tre navate e le due torri del portale, ha un carattere quasi cattedralesco. La superficie della serra è di 878 m² con un'altezza massima di 15,8 metri. La serra è stata completamente ristrutturata tra il 1989 e il 1992.

## Museo botanico, erbario e biblioteca

### Panoramica

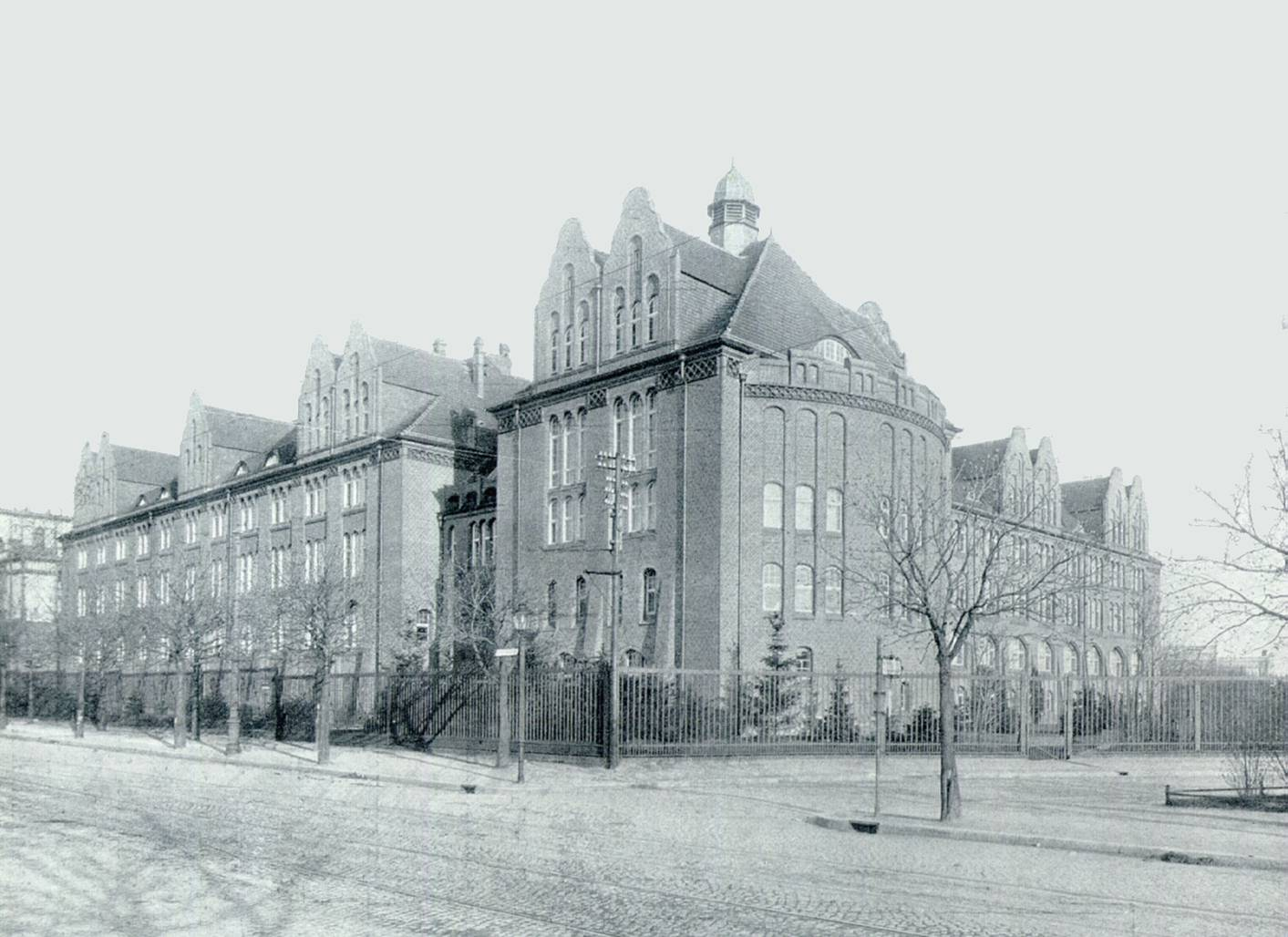
Nuovo edificio per il museo, l'erbario e la biblioteca, 1905 circa

Il museo botanico, l'erbario e la biblioteca costituiscono un edificio unico costruito tra il 1903 e il 1906 in Königin-Luise-Straße.

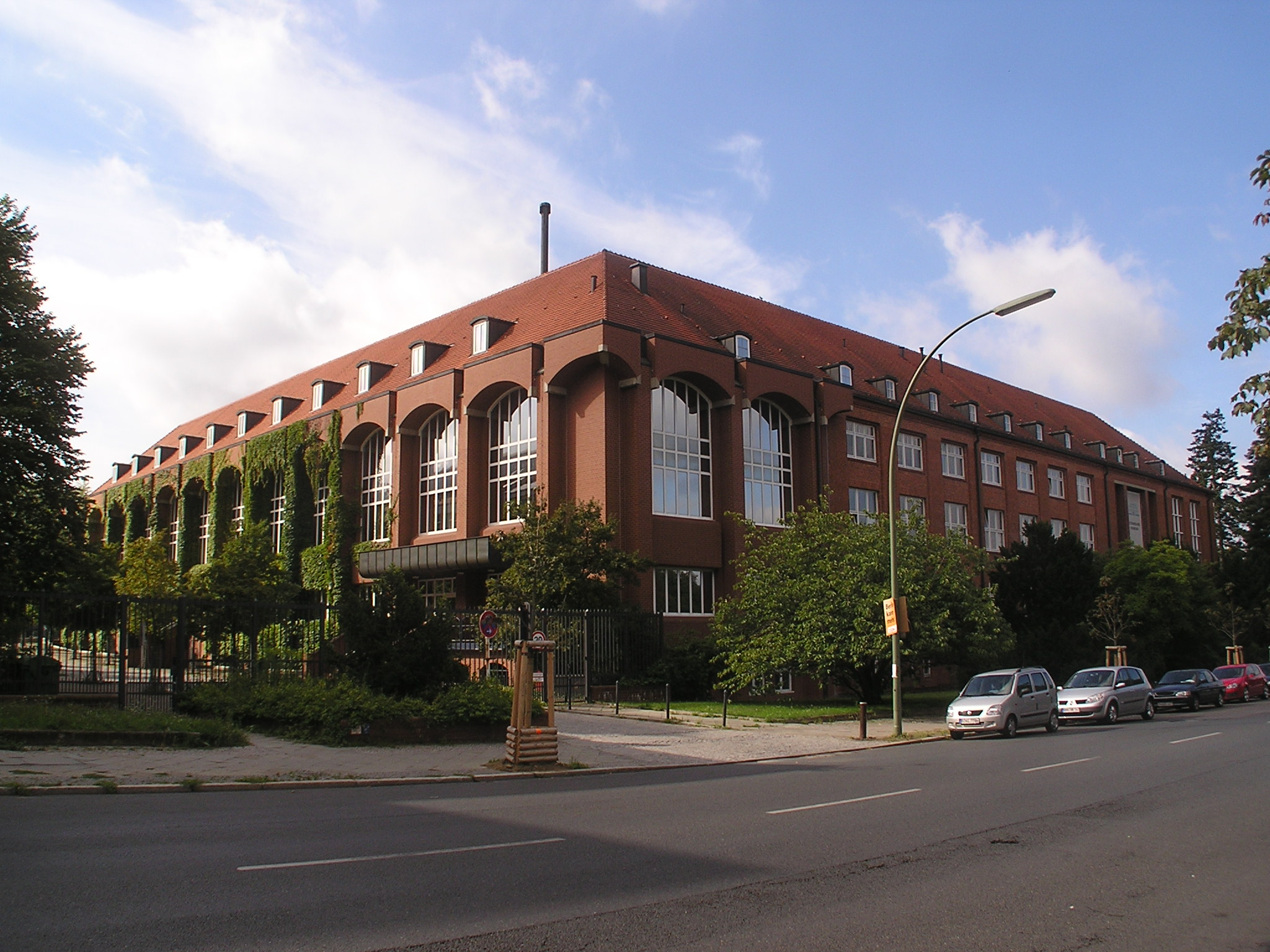
Museo botanico con l'ala dell'erbario completata nel 1987

### Museo botanico

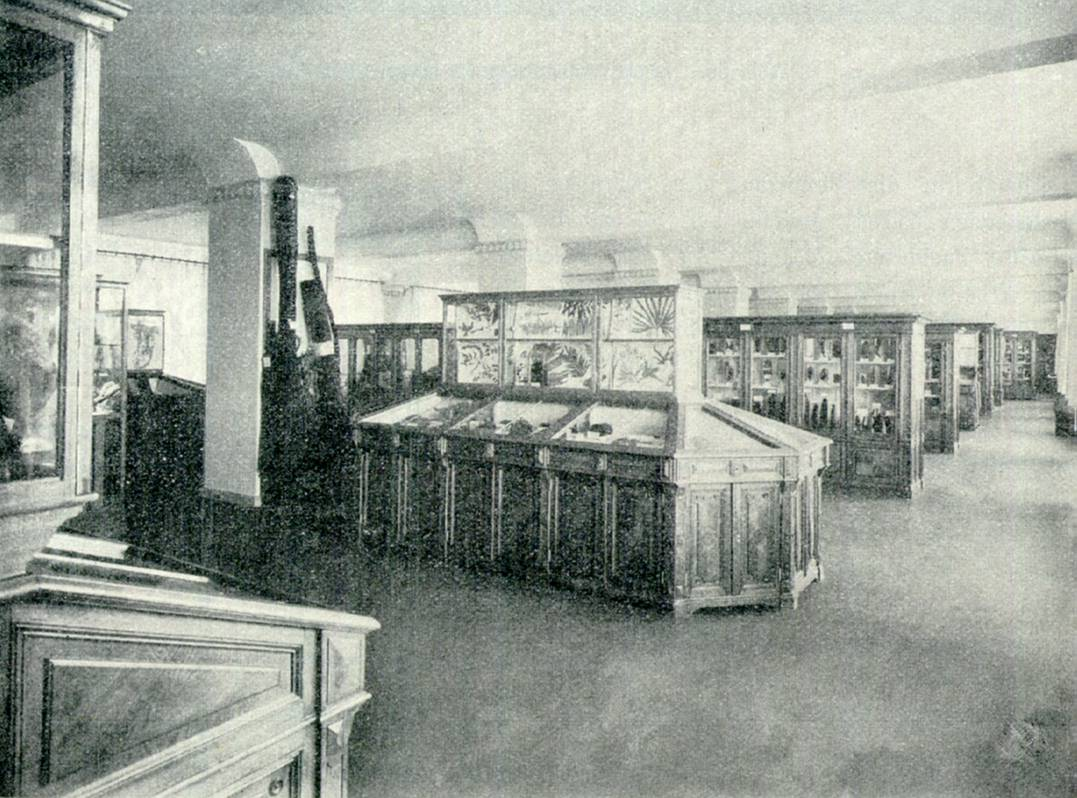
Sala espositiva del museo, 1905 circa

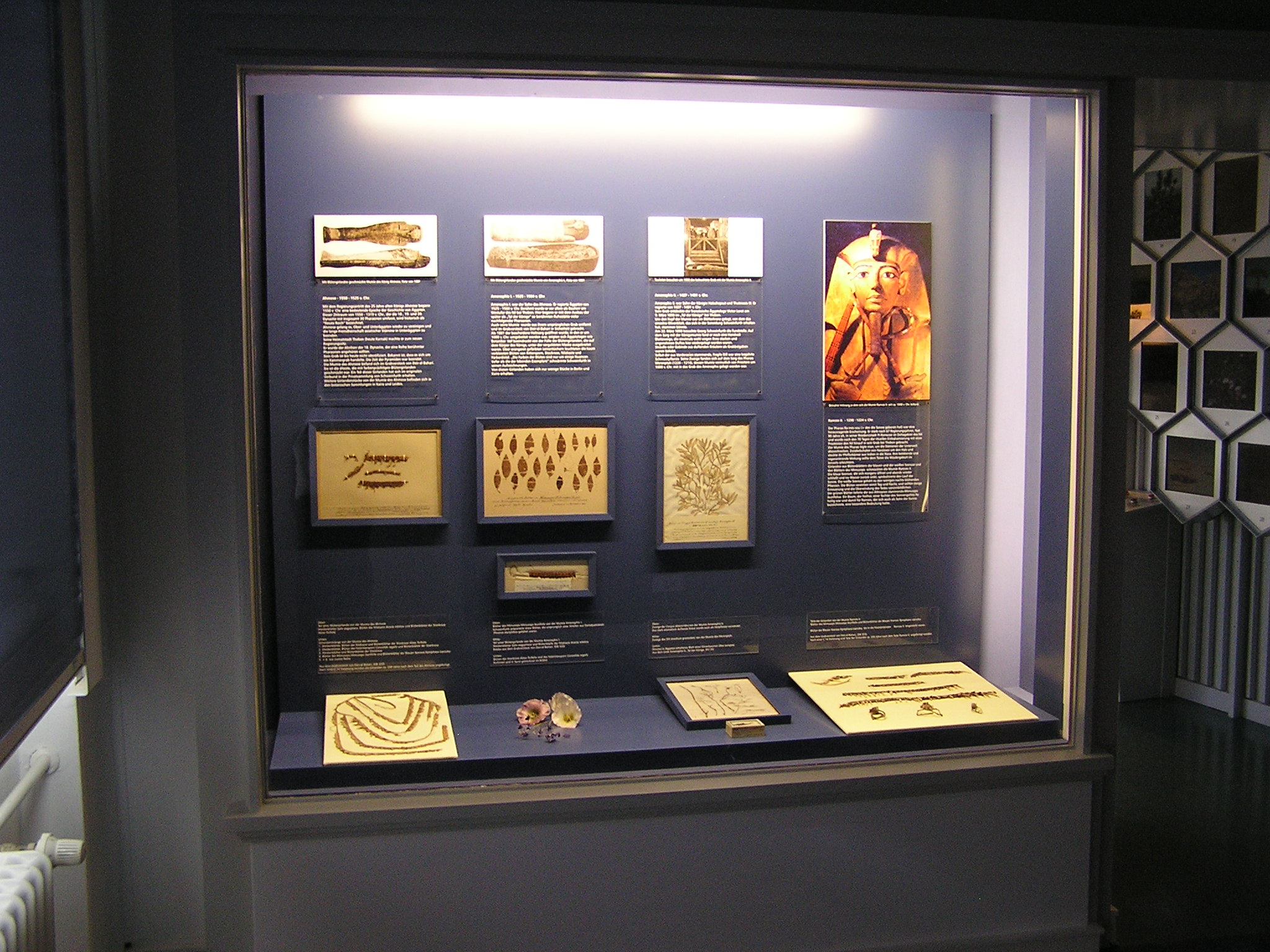
Mostra sui corredi funerari egizi nel museo

Quando il museo si trasferì a Dahlem nel 1907, gli fu assegnata un'area espositiva notevolmente più ampia su tre piani per espandere la mostra vegetale-geografica e paleobotanica.
Il museo è oggi un completamento del Giardino volto a presentare i temi più complessi della botanica, quali lo sviluppo storico delle piante, le strutture vegetali interne, le microstrutture ingrandite, la distribuzione delle specie e i prodotti di origine vegetale.

### Erbario, Biblioteca e Banca dei semi
La fondazione dell'erbario e della biblioteca risale al 1818 e ospita numerose collezioni provenienti dai dipendenti del Giardino botanico e altri importanti donatori.
Il bombardamento del 1 marzo 1943 e il conseguente incendio distrussero quasi tutta la collezione dell'erbario e della biblioteca, dove bruciarono 80.000 volumi e 200.000 stampe. La sua ricostruzione iniziò subito dopo attraverso donazioni e mercati di antiquariato.
Nel 1994 fu istituita la Banca dei semi di Dahlem come deposito a lungo termine per i semi germinabili di piante in via di estinzione o protette. Vi si trovano semi provenienti da tutto il mondo, ma in particolare dalla regione di Berlino-Brandeburgo. Dal 2015, la Banca dei semi ha il suo piccolo edificio tra il museo botanico e il Giardino delle piante acquatiche.